# جورج نیکلاس چانر
جورج نیکلاس چانر (انگلیسی: George Channer؛ ۷ ژانویه ۱۸۴۲ – ۱۳ دسامبر ۱۹۰۵) فرد نظامی اهل بریتانیا بود. وی همچنین برندهٔ جوایزی همچون صلیب ویکتوریا شده‌است.